# Domínio Uwajima
O Domínio Uwajima (宇和島藩, Uwajima-han) era um domínio feudal na província de Iyo no Japão (atual Prefeitura de Ehime) durante o período Edo. Foi governado de 1608 a 1613 pelo clã Tomita. Após um breve período como território tenryō controlado por Tokugawa, o domínio passou para as mãos do clã Date. O fundador foi Date Hidemune (1591-1658), filho primogênito de Date Masamune (1567-1636). Date Hidemune não pôde herdar a posição de seu pai como chefe principal do clã Date principal porque ele nasceu por uma concubina; portanto, foram tomadas providências para que Hidemune mantivesse esse han, a partir de 1615, a uma distância distante das principais propriedades do clã Date no norte Japão.
No período de Bakumatsu, Date Munenari (1818-1892) foi o daimyō da oitava geração, e foi proeminente na política nacional. Ele foi sucedido por Date Mune'e, o senhor da nona geração, antes da abolição dos domínios em 1871.

## Lista de daimyō
- Clã Tomita (120.000 koku, 1608-1613)

1. Nobutaka

- Tenryō (1613-1614)
- Data do clã (100.000 -> 70.000 koku, 1614–1871)

1. Hidemune
2. Munetoshi
3. Muneyoshi
4. Muratoshi
5. Muratoki
6. Muranaga
7. Munetada
8. Munenari
9. Mune'e